# Selva di Cadore
Selva di Cadore (ladinisch Selva de Ciadore oder nur Sélva) ist eine italienische Gemeinde (comune) mit 498 Einwohnern (Stand 31. Dezember 2023) in der  Provinz Belluno, Region Venetien.

## Geographie
Die Gemeinde liegt etwa 37 Kilometer nordwestlich von Belluno und sechs Kilometer südwestlich von Cortina d’Ampezzo im Val Fiorentina auf 1350 m s.l.m. am Rand der Ampezzaner Dolomiten. Bei Selva di Cadore biegt das zum Passo di Giau führende Val Codalunga in nördlicher Richtung ab. Die Gemeinde ist von mehreren Dolomitengruppen umgeben, im Norden von der Nuvolaugruppe, im Nordosten von der Croda-da-Lago-Gruppe, im Südosten vom Stock des Monte Pelmo und im Süden von der Civettagruppe.
Nachbargemeinden sind Alleghe, Borca di Cadore, Colle Santa Lucia, San Vito di Cadore und Val di Zoldo. Selva di Cadore ist einer der Hauptorte im Skigebiet Civetta.

## Verkehr
Durch das Gemeindegebiet führen die Strada provinciale 251 zum Passo Staulanza sowie die Strada provinciale 20 zum Passo di Giau.

## Galerie

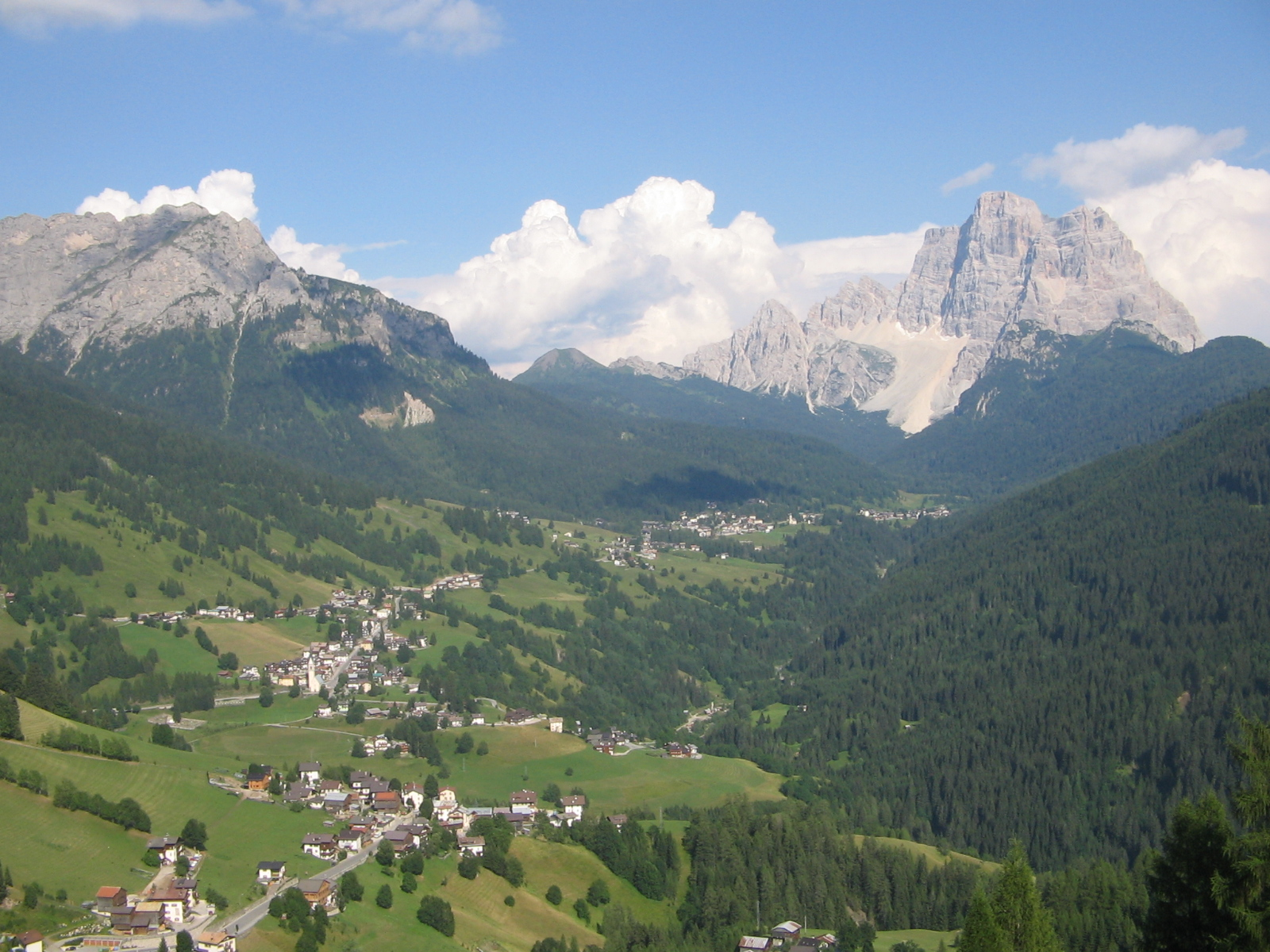
Val Fiorentina mit Selva di Cadore und dem Monte Pelmo rechts im Hintergrund. Links der Monte Verdal.
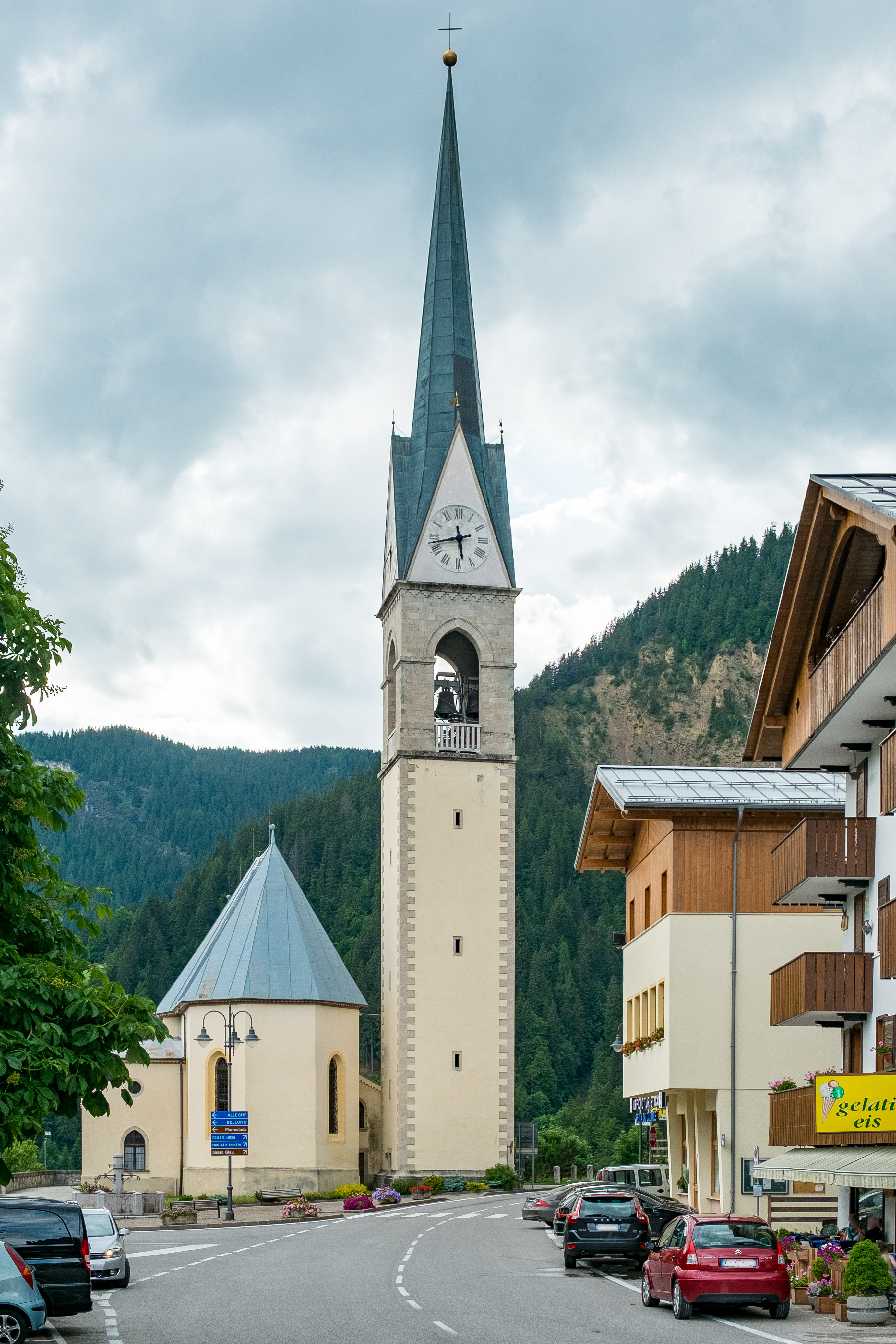
Pfarrkirche San Lorenzo Martire
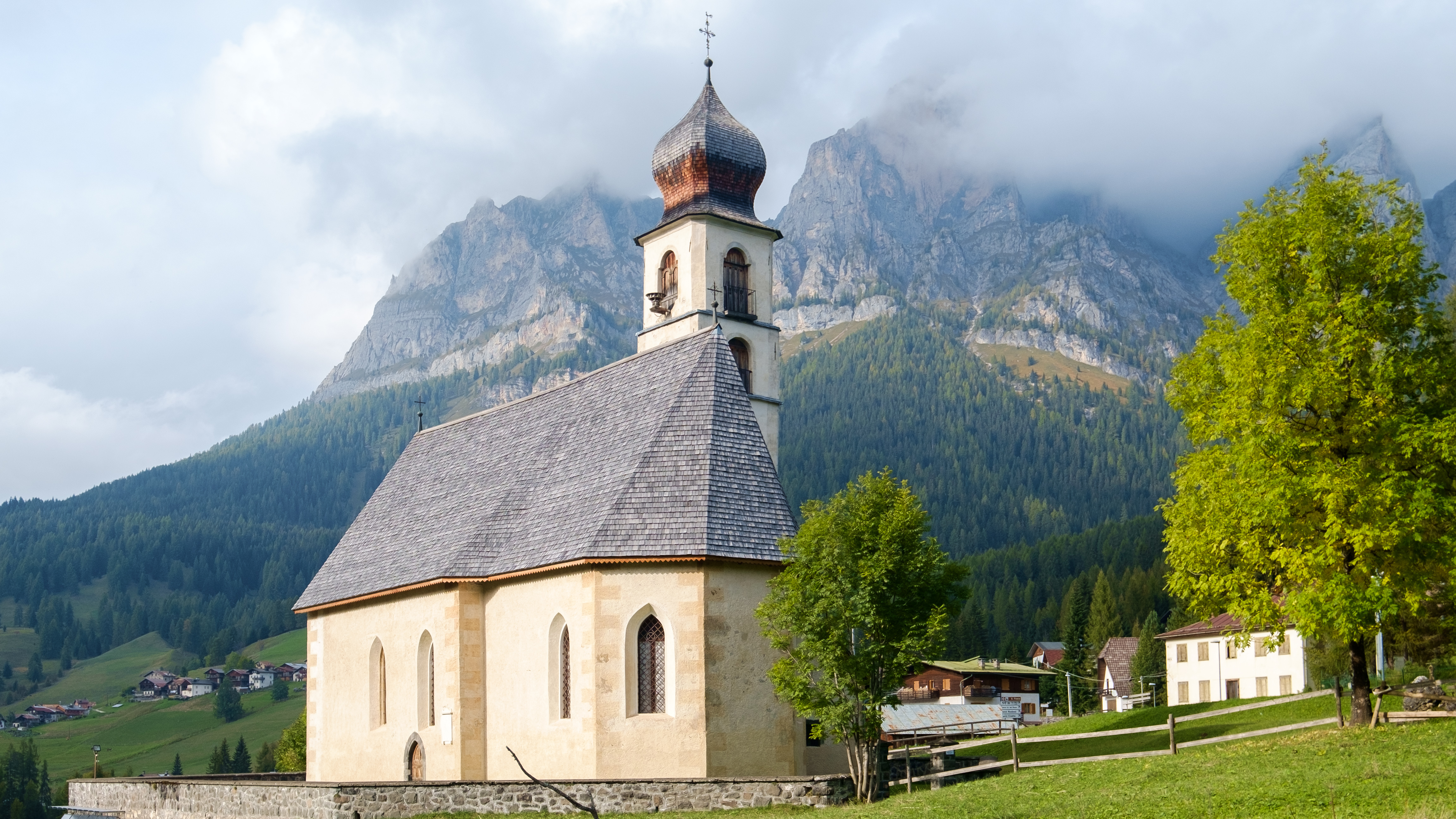
Kirche Santa Fosca im Ortsteil Santa Fosca
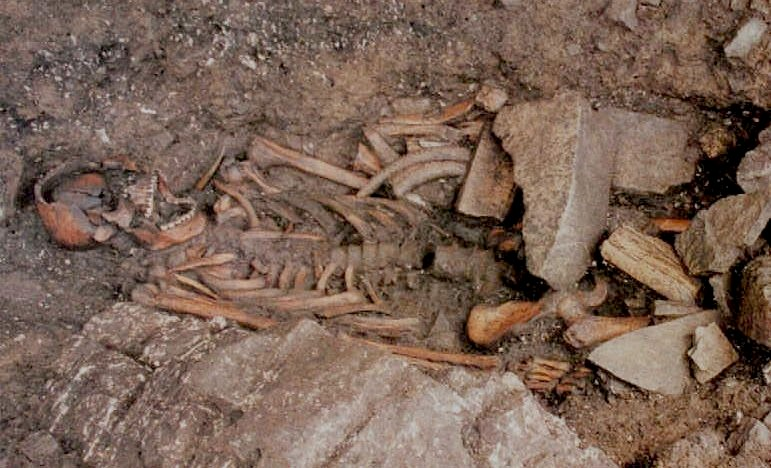
Der Mann von Modeval. Bei Selva di Cadore gefundenes Grab eines steinzeitlichen Jägers.